# Хювефарма Арена
Лудогорець Арена (колишні назви «Дянко Стефанов», «Лудогорець Арена») — футбольний стадіон в Разграді. Кількість глядацьких місць — 8 000. Власник — община Разград. Стадіон відкрито 21 вересня 2011 року.
У травні 2011 року общиною міста Разград було прийнято рішення перейменувати стадіон «Дянко Стефанов» у «Лудогорець Арена». Після реконструкції стадіону, на яку власник футбольного клубу «Лудогорець» виділив 10 млн. болгарських левів, за категорізацією УЄФА стадіон отримав п'яту категорію. На стадіоні є 8 тисяч сидячих місць, а також 1,5 тисячі місць на парковці.